# Художественный музей Свена-Харри
Художественный музей Свена-Харри (швед. Sven-Harrys konstmuseum) — художественный музей в Стокгольме (Швеция), основанный шведским архитектором Свеном-Харри Карлссоном. Он расположен в районе Васастан в многофункциональном здании рядом с художественной галереей, музейным магазином, апартаментами и офисами.

## История
Шведский архитектор Свен-Харри Карлссон коллекционировал произведения искусства с середины 1960-х годов. В его коллекции представлены работы Карла Фредрика Хилла, Хелены Шерфбек, Эрнста Юсефсона, Августа Стриндберга, Эдварда Мунка, Андерса Цорна и других. Он построил здание для своей коллекции в районе Васастан в центре Стокгольма в городском парке Васапарк. Пятиэтажное здание, спроектированное Гертом Вингордом и Анной Хёглунд из архитектурного бюро Wingårdh Architects, облицовано золотистым медно-алюминиево-цинковым сплавом, не темнеющим под воздействием кислорода. Здание открылось в 2011 году и в настоящее время принадлежит и управляется фондом. С 2018 года его директором является Драгана Кусоффски Максимович.
Помимо собственно художественного музея, в здании площадью 5 тыс. м² размещаются художественная галерея, музейный магазин, ресторан и другие предприятия, а также 18 жилых квартир. Музей расположен на верхнем этаже здания, и его внутренние помещения спроектированы как копия бывшего дома Свена-Харри Карлссона в Лидингё, который датируется 1770-ми годами. Художественная галерея, площадь которой составляет около 400 м², разделена на три основных зала, расположенных на первом и четвёртом этажах. В ней представлены работы таких художников, как Карин Мамма Андерссон и Торстен Андерссон. Остальная часть первого этажа занята коммерческими предприятиями.